# جورج کیسلینگ
جورج کیسلینگ (انگلیسی: Georg Kießling; ۷ مارس ۱۹۰۳ – ۲۴ ژوئن ۱۹۶۴) بازیکن فوتبال اهل آلمان بود.
از باشگاه‌هایی که در آن بازی کرده‌است می‌توان به باشگاه فوتبال گروتر فورث اشاره کرد.
وی همچنین در تیم ملی فوتبال آلمان بازی کرده‌است.